# Reprezentacja Jugosławii na żużlu
Reprezentacja Jugosławii na żużlu – grupa żużlowców reprezentujących Jugosławię w sportowych imprezach międzynarodowych.